# Обикновен сусам
Обикновеният сусам (Sesamum indicum) е вид растения от семейство Сусамови (Pedaliaceae).
Таксонът е описан за пръв път от шведския ботаник и зоолог Карл Линей през 1753 година.

## Подвидове
- Sesamum indicum subsp. malabaricum